# 龙岭下水库
龙岭下水库是中国福建省南平市浦城县永兴镇境内的一座水库，位于古田支流上，建于1977年。水库正常库容为1044万立方米，集雨面积为37平方千米，海拔为386米。